# Korthalsella vitifolia
Korthalsella vitifolia är en sandelträdsväxtart som först beskrevs av Carl von Linné, och fick sitt nu gällande namn av M.R. Almeida & N. Patil. Korthalsella vitifolia ingår i släktet Korthalsella och familjen sandelträdsväxter. Inga underarter finns listade i Catalogue of Life.